# Italiano regionale della Sicilia
L'italiano regionale della Sicilia è la variante regionale della lingua italiana parlata nella Regione Siciliana (Sicilia e isole minori); si differenzia rispetto a quella standard per aspetti sintattici, fonetici e lessicali dovuti all'influenza della lingua locale, il siciliano.

## Caratteristiche
Peculiarità dell'italiano regionale di Sicilia sono il posizionamento della copula dopo il predicato (in ritardo è) e il posizionamento del verbo in fine di frase. Da segnalare l'uso del complemento oggetto preposizionale, retto dalla preposizione a (“chiama a Matteo”). Diffuso anche l'utilizzo dei verbi entrare, uscire, salire, scendere in forma transitiva (“entrare la macchina nel garage”). Nel lessico si registra l'uso di "imparare" al posto di insegnare, e di termini come "mannaggia" (< male ne abbia), "sfizio", "pittare" (pitturare).

### Intonazione
Elemento distintivo dell'italiano regionale di Sicilia è l'intonazione (o accento): come gli abitanti delle altre regioni italiane, anche i siciliani sono facilmente riconoscibili dalla loro cadenza.
Ciononostante, anche all'interno della Sicilia stessa vi sono differenze di intonazione dell'italiano: oltre al lessico adoperato, infatti, anche l'accento risente dello sfondo dialettale del parlante, che coincide con la classificazione delle varie aree dialettali del siciliano.

### Pronuncia
In alcune zone, i suoni peculiari del siciliano si riflettono pure nell'italiano regionale: in tal modo, parole come dritto, strada e quattro possono essere pronunciate con suoni retroflessi (ḍḍṛitto, ṣṭṛada e quaṭṭṛo).

#### Vocali
Per quanto concerne il vocalismo, l'italiano regionale di Sicilia non segue la "regola" dell'italiano standard di alternare vocali aperte e chiuse: il sistema eptavocalico italiano, infatti, prevede la pronuncia delle e e delle o sia aperte ('tèmpo', 'pòrta') che chiuse ('néve', 'mósca'), ma nell'italiano di Sicilia, che risente del vocalismo siciliano, tale distinzione non avviene, e tendenzialmente si pronunciano solamente aperte (tèmpo, pòrta, nève, mòsca), in particolare nell'area orientale; più a ovest si riscontra una pronuncia più chiusa delle e (témpo, néve, rrésto, etc.).
Di norma vengono pronunciate più aperte rispetto alla pronuncia dell'italiano standard anche le i e le u, oltre alle a, già molto aperte per natura: talvolta, inoltre, un'eccessiva apertura della i le può fare assumere le sembianze di una e (besogno, Melano).

#### Consonanti
Lo schema delle consonanti può essere così riassunto:
- le b e le g seguite da e e i e le r hanno pronuncia forte, doppia: bbello, abbile, ggente, colleggio, rrosa;
- lo stesso avviene per le d iniziali: ddoccia, ddubbio;
- nella Sicilia orientale, sono pronunciate debolmente l e r seguite da un'altra consonante: po(r)tta, co(r)ssa, ca(l)ccio, fa(r)llo.
- le consonanti sorde precedute da m e n tendono a sonorizzarsi e viceversa, secondo questo schema:

- mp → mb: tempo → tembo
- nt → nd: quanto → quando
- nc → ng: vince → vinge; fianco → fiango
- nf → nv: confuso → convuso
- mb → mp: cambio → campio
- nd → nt: quando → quanto
- ng → nc: piange → piance; lungo → lunco
- nv → nf: invece → infece

- nel catanese si tende a ridurre la doppia r: 'torre' diventa tore, 'terra' diventa tera;
- i nessi consonantici pn, ps, tm, cn e le parole terminanti in m o s determinano l'epentesi di una i: pinneumatico, pissicologia, attimosfera, trammi, gassi;
- in alcune aree (soprattutto nella parte orientale dell'isola) si rafforza la g iniziale seguita da a, o, u: la ggamba, la ggola.

### Lessico
I vocaboli "regionali" possono essere divisi in tre gruppi:
- termini siciliani italianizzati;
- termini italiani rivestiti del significato che tali parole hanno in siciliano;
- termini che non hanno corrispondenza in siciliano.

#### Termini siciliani italianizzati
| Termini siciliani italianizzati (traduzione italiana) |                                  |
| annervarsi                                            | irritarsi, innervosirsi          |
| babbìo                                                | scherzo, atteggiamento scherzoso |
| balata                                                | lastra di marmo                  |
| carnezzeria                                           | macelleria                       |
| locco                                                 | stupido                          |

#### Termini italiani con significato siciliano
| Termini italiani con significato siciliano (traduzione italiana) |                               |
| ingiuria                                                         | soprannome                    |
| mollica                                                          | pangrattato                   |
| rovesciare                                                       | vomitare                      |
| tovaglia                                                         | asciugamano, telo per il mare |

#### Termini senza corrispondenza nel siciliano
| Termini senza corrispondenza nel siciliano (traduzione italiana) |                                     |
| bevaio                                                           | abbeveratoio                        |
| dolceria                                                         | pasticceria                         |
| carpetta                                                         | cartella, raccoglitore di documenti |
| scarrozzo                                                        | passo carrabile                     |
| stranizzarsi                                                     | stupirsi                            |

#### Termini stranieri italianizzati
Di seguito alcuni termini stranieri comunemente utilizzati in italiano, che nell'italiano regionale siciliano vengono italianizzati:
| Italiano regionale di Sicilia | Termine straniero utilizzato in italiano |
| ----------------------------- | ---------------------------------------- |
| brioscia                      | brioche                                  |
| golfo                         | golf                                     |
| fono                          | fon                                      |
| collanti                      | collant                                  |

### Fraseologia
| Frasi (traduzione italiana)  |                                                |
| Accansare tempo              | guadagnare tempo                               |
| Avere il carbone bagnato     | avere la coda di paglia                        |
| Buttare sangue               | sfacchinare                                    |
| Buttarsi ammalato            | darsi malato                                   |
| Di notte e notte             | nel cuore della notte                          |
| Essere di testa              | essere stravagante                             |
| Fare il lecco                | fare le boccacce                               |
| Levarsi d'appetito           | perdere l'appetito                             |
| Rimanere sulla pancia        | detto di una merce che non si riesce a vendere |
| Stare in fiducia             | rimettersi alla parola di qualcuno             |
| Uno di tutto                 | un po' di tutto                                |
| Uscire pazzo                 | impazzire                                      |
| Lasciare in tredici qualcuno | Non rispettare un impegno preso con qualcuno   |